# Макферсон, Роберт (кёрлингист)
Ро́берт «Боб» Макфе́рсон (англ. Robert «Bob» McPherson; род. 12 ноября 1968, Мотеруэлл, Ланаркшир) — шотландский и британский кёрлингист на колясках. Участник сборной Великобритании на зимних Паралимпийских играх 2010, 2014 и 2018 годов. Участник сборной Шотландии на нескольких чемпионатах мира.

## Достижения
- Зимние Паралимпийские игры: бронза (2014).
- Чемпионат мира по кёрлингу на колясках: серебро (2019), бронза (2017).

## Команды
| Сезон   | Четвёртый     | Третий     | Второй           | Первый               | Запасной                                      | Турниры             |
| ------- | ------------- | ---------- | ---------------- | -------------------- | --------------------------------------------- | ------------------- |
| 2012—13 | Эйлин Нельсон | Грегор Юэн | Роберт Макферсон | Том Киллин           | Эйнджи Мэлоун тренер: Тони Заммейк            | ЧМК 2013 (6 место)  |
| 2013—14 | Эйлин Нельсон | Грегор Юэн | Роберт Макферсон | Джим Голт            | Эйнджи Мэлоун тренер: Тони Заммейк            | ЗПИ 2014            |
| 2016—17 | Эйлин Нельсон | Грегор Юэн | Хью Нибли        | Роберт Макферсон     | Эйнджи Мэлоун тренер: Шейла Суон              | ЧМК 2017            |
| 2017—18 | Эйлин Нельсон | Хью Нибли  | Грегор Юэн       | Роберт Макферсон     | Эйнджи Мэлоун тренеры: Шейла Суон, Kenny More | ЗПИ 2018 (7 место)  |
| 2018—19 | Эйлин Нельсон | Хью Нибли  | Роберт Макферсон | Дэвид Мелроуз        | Gary Logan тренер: Шейла Суон                 | ЧМК 2019            |
| 2023—24 | Грегор Юэн    | Хью Нибли  | Роберт Макферсон | Меган Доусон-Фаррелл | Гэри Смит тренер: Luke Carson                 | ЧМК 2024 (10 место) |

(скипы выделены полужирным шрифтом)